# Dzień Afryki
Dzień Afryki (ang. Africa Day) – święto  upamiętniające powołanie 25 maja 1963 roku Organizacji Jedności Afrykańskiej (OJA). W tym dniu przywódcy 30 z 32 niezależnych państw afrykańskich podpisali akt założycielski w Addis Abebie w Etiopii. Choć organizacja ta przekształciła się w 2002 w Unię Afrykańską (UA), organizacja zachowała nazwę i datę tego dnia jako Święto Jedności Afrykańskiej i Dzień Wyzwolenia Afryki.
W 2001 roku Dzień Afryki zastąpił Afrykański Dzień Malarii (od 2008 jako Światowy Dzień Malarii) obchodzony corocznie 25 kwietnia.